# Popis najviših nebodera u Hrvatskoj
Popis najviših nebodera u Hrvatskoj sadržava nebodere po službenoj visini.
Najviši neboder u Hrvatskoj, Dalmatia Tower nalazi se u Splitu te je postao prvim neboderom u Hrvatskoj koji je viši od 100 metara, dosevši visinu od 115 metara te 135 metara konačne visine s antenom.
Prvi neboder bio je Loewyev neboder izgrađen 1933. godine u Zagrebu, ima 9 katova i visok je 50 metara. Jedan od najpopularnijih nebodera u Zagrebu jest Neboder u Ilici, obnovljen je 2006. godine, ali je izvorno dovršen 1958. godine.
Dva najviša stambena nebodera u Hrvatskoj nalaze se u Rijeci u ulici F. Čandeka (23a i 23b).

## Najviši neboderi
Ovaj popis sadržava 49 postojećih građevina u Hrvatskoj visokih 50 metara i više, od toga trinaest u Rijeci, sedam u Splitu, tri u Osijeku, jedna u Šibeniku, a ostale se nalaze u Zagrebu.
██ Najviši neboder u Hrvatskoj po dovršetku
|     | Ime                        | Mjesto  | Visina (m) | Katovi  | Godina | Bilješke                                                                 |
| --- | -------------------------- | ------- | ---------- | ------- | ------ | ------------------------------------------------------------------------ |
| 1.  | Dalmatia Tower             | Split   | 115        | 29      | 2022.  | Najviši neboder u Hrvatskoj, visine 115 m.                               |
| 2.  | Poslovni centar Strojarska | Zagreb  | 96.15      | 25      | 2015.  | drugi najviši neboder u Hrvatskoj                                        |
| 3.  | F. Čandeka 23a i 23b       | Rijeka  | 96         | 28+2    | 1975.  | najviši stambeni neboderi u Hrvatskoj                                    |
| 4.  | Euro Tower I               | Zagreb  | 96         | 26      | 2006.  | Sjedište je Zagreb Stock Exchange i četvrti najviši neboder u Hrvatskoj. |
| 5.  | Zagrepčanka                | Zagreb  | 95         | 27      | 1976.  |                                                                          |
| 6.  | Cibonin toranj             | Zagreb  | 92         | 25      | 1987.  | sjedište Agrokora                                                        |
| 7.  | Zagrebtower                | Zagreb  | 82         | 22      | 2006.  |                                                                          |
| 8.  | Sky Office Tower           | Zagreb  | 81         | 22      | 2012.  |                                                                          |
| 9.  | Rastočine Š1 – Š5          | Rijeka  | 80         | P+25/26 | 1973.  | pet stambenih nebodera blizanaca                                         |
| 10. | Karamanova 4               | Split   | 78         | 21      | 1979.  |                                                                          |
| 11. | Prisavlje 6-12             | Zagreb  | 73         | 25      | 1974.  |                                                                          |
| 12. | Trešnjevačka ljepotica     | Zagreb  | 73         | 24      | 1969.  |                                                                          |
| 13. | Braće Domany 2-8           | Zagreb  | 73         | 21      | 1975.  |                                                                          |
| 14. | Neboder Jugolinije         | Rijeka  | 71         | P+5+16  | 1975   | Stambeno-poslovni neboder                                                |
| 15. | Richterovi neboderi        | Zagreb  | 70         | 20      | 1968.  | Zvane Rakete.                                                            |
| 16. | Panorama Hotel Zagreb      | Zagreb  | 70         | 20      | 1971.  |                                                                          |
| 17. | Kozala 1-3                 | Rijeka  | 69         | P+21    | 1969.  | Tri stambena blizanca zvana "Alle Stelle"                                |
| 18. | Toranj Vulkan              | Rijeka  | 68         | P+21    | 1972.  | Stambeni neboder Tvornice Vulkan na Pećinama                             |
| 19. | HOTO Tower                 | Zagreb  | 68         | 16      | 2004.  | Sjedište je HT.                                                          |
| 20. | ORA Trstenik 5             | Split   | 67         | 18      | 2018.  | Stambeni neboder u sklopu poslovno-stambenog kompleksa ORA.              |
| 21. | Vjesnikov neboder          | Zagreb  | 67         | 16      | 1972.  | Drugi novinarski neboder u Hrvatskoj,nakon Novog Lista u Rijeci.         |
| 22. | Neboder - Ilica 1          | Zagreb  | 67         | 18      | 1958.  |                                                                          |
| 23. | Westin Hotel Zagreb        | Zagreb  | 65         | 17      | 2009.  |                                                                          |
| 24. | Eurodom                    | Osijek  | 65         | 14      | 2009.  | poslovno-kulturni centar                                                 |
| 25. | Green Gold Tower           | Zagreb  | 64         | 17      | 2011.  |                                                                          |
| 26. | Tower Centar Rijeka        | Rijeka  | 63         | 17      | 2007.  |                                                                          |
| 27. | Hotel Osijek               | Osijek  | 62         | 16      | 1977.  |                                                                          |
| 28. | POS-Kila (7 zgrada)        | Split   | 60         | 14      | 2017.  | stambeni kompleks društveno poticane samogradnje                         |
| 29. | Četverolist                | Osijek  | 60         | 18      | 1973.  | stambena zgrada                                                          |
| 30. | Mamutica                   | Zagreb  | 60         | 19      | 1974.  |                                                                          |
| 31. | Zgrada RTV Zg (HRT)        | Zagreb  | 60         | 6       | 1975.  |                                                                          |
| 32. | Chromos Tower              | Zagreb  | 59         | 15      | 1989.  |                                                                          |
| 33. | Industrogradnja            | Zagreb  | 56         | 15      |        |                                                                          |
| 34. | Westgate tower A           | Split   | 55         | 12      | 2016.  | OTP banka d.d. Split                                                     |
| 35. | Stambeni toranj - Spinut   | Split   | 55         | 18      | 1977.  |                                                                          |
| 36. | Super Andrija              | Zagreb  | 53         | 14      | 1973.  | Stambena zgrada u Sigetu.                                                |
| 37. | Iblerov neboder            | Zagreb  | 51         | 14      | 1958.  |                                                                          |
| 38. | Avenue Mall                | Zagreb  | 51         | 14      | 2005.  |                                                                          |
| 39. | Neboder u Zadarskoj ul.    | Zagreb  | 51         | 14      |        |                                                                          |
| 40. | Koteksov neboder           | Split   | 50         | 13      | 1974.  |                                                                          |
| 41. | FER-ov neboder             | Zagreb  | 50         | 12      | 1963.  |                                                                          |
| 42. | Neboder Euroherca          | Zagreb  | 50         | 14      | 1998.  |                                                                          |
| 43. | Eurotower II               | Zagreb  | 50         | 14      | 2008.  |                                                                          |
| 44. | Končarov neboder           | Zagreb  | 50         | 12      |        |                                                                          |
| 45. | Neboder FSB-a              | Zagreb  | 50         | 12      |        |                                                                          |
| 46. | Neboder Plinare            | Zagreb  | 50         | 11      |        |                                                                          |
| 47. | TEŽ-ov neboder             | Zagreb  | 50         | 10      | 1936.  |                                                                          |
| 48. | Aleja Pomoraca             | Zagreb  | 50         | 17      | 1968.  |                                                                          |
| 49. | Sedamnaestokatnica         | Šibenik | 50         | 17      | 1974.  | Često zvana neboder u Bosanskoj ulici.                                   |

## U izgradnji
Godine 2017. u Splitu počeo se graditi neboder Westgate Tower B visok 115 metara, čime je postao najviši neboder u Hrvatskoj, a izgradnja je završena 2022. godine. Objekt je potpuno podijeljen na dva dijela – uredski i hotelski. U prizemlju je hotelski lobby, zatim uredi sve do 16. kata na kojem će biti smješten hotelski wellness. Do vrha će slijediti hotelske sobe, a na terasi nebodera bit će bar/restoran s vidikovcem.
Konačna visina tornja s antenom jest 135 metara. U spomenutu zgradu trebao bi useliti lanac hotela Marriott International.
U Vukovaru se planira gradnja Vukovar Towera visokog 200 metara s 36 katova koji bi bio najviši neboder u Hrvatskoj. U njega bi trebao useliti hotel Hilton.